# Ludwig Gabriel Schrieber

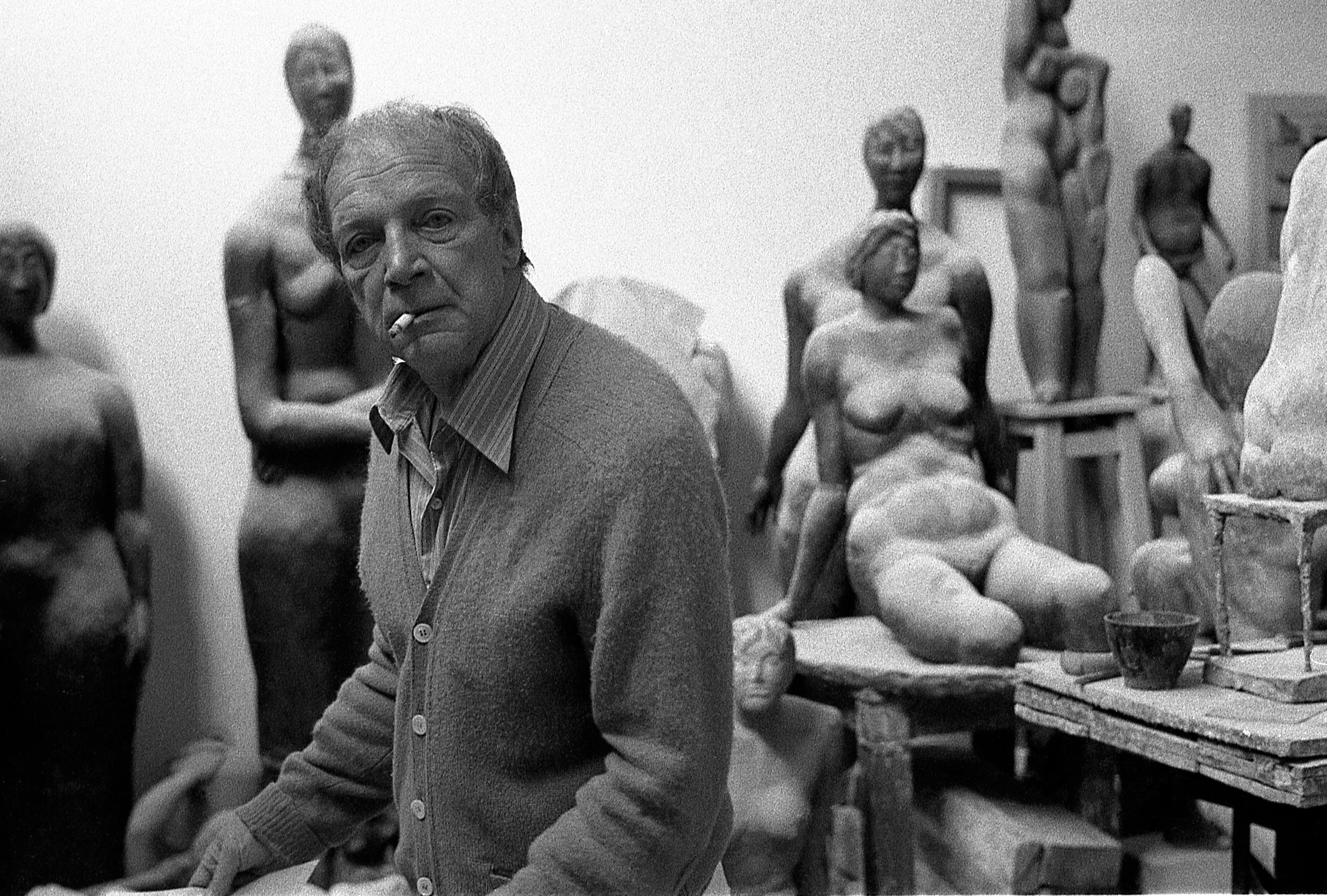
Ludwig Gabriel Schrieber, 1975

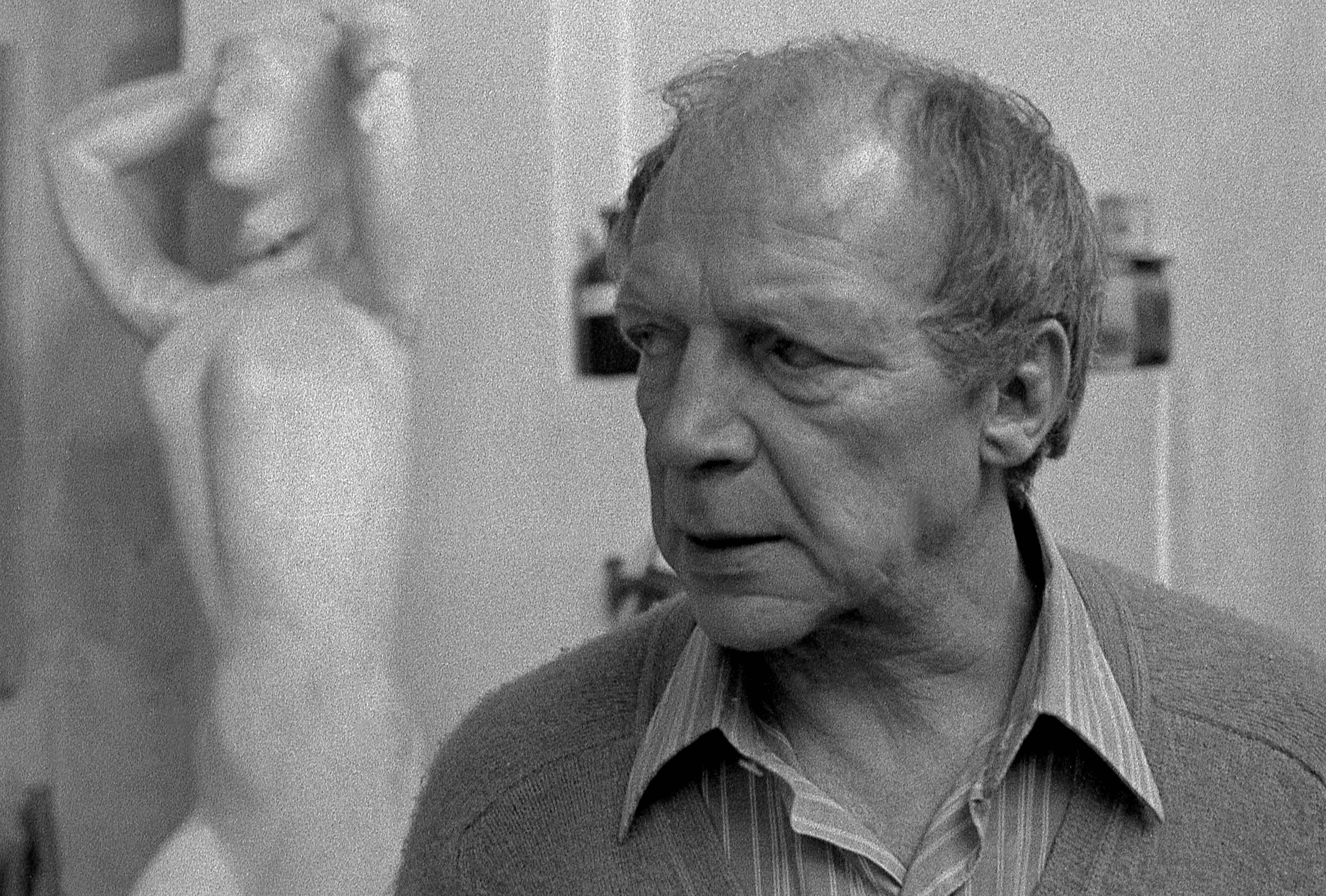
Ludwig Gabriel Schrieber, 1975

Ludwig Gabriel Schrieber (* 24. April 1907 in Waldniel, Landkreis Gladbach, Rheinland; † 16. April 1975 während einer Reise nach Nesselwang im Allgäu) war ein deutscher Bildhauer, Maler und Zeichner. Außerdem war er vier Jahre Direktor der Hochschule der Künste in Berlin.

## Leben

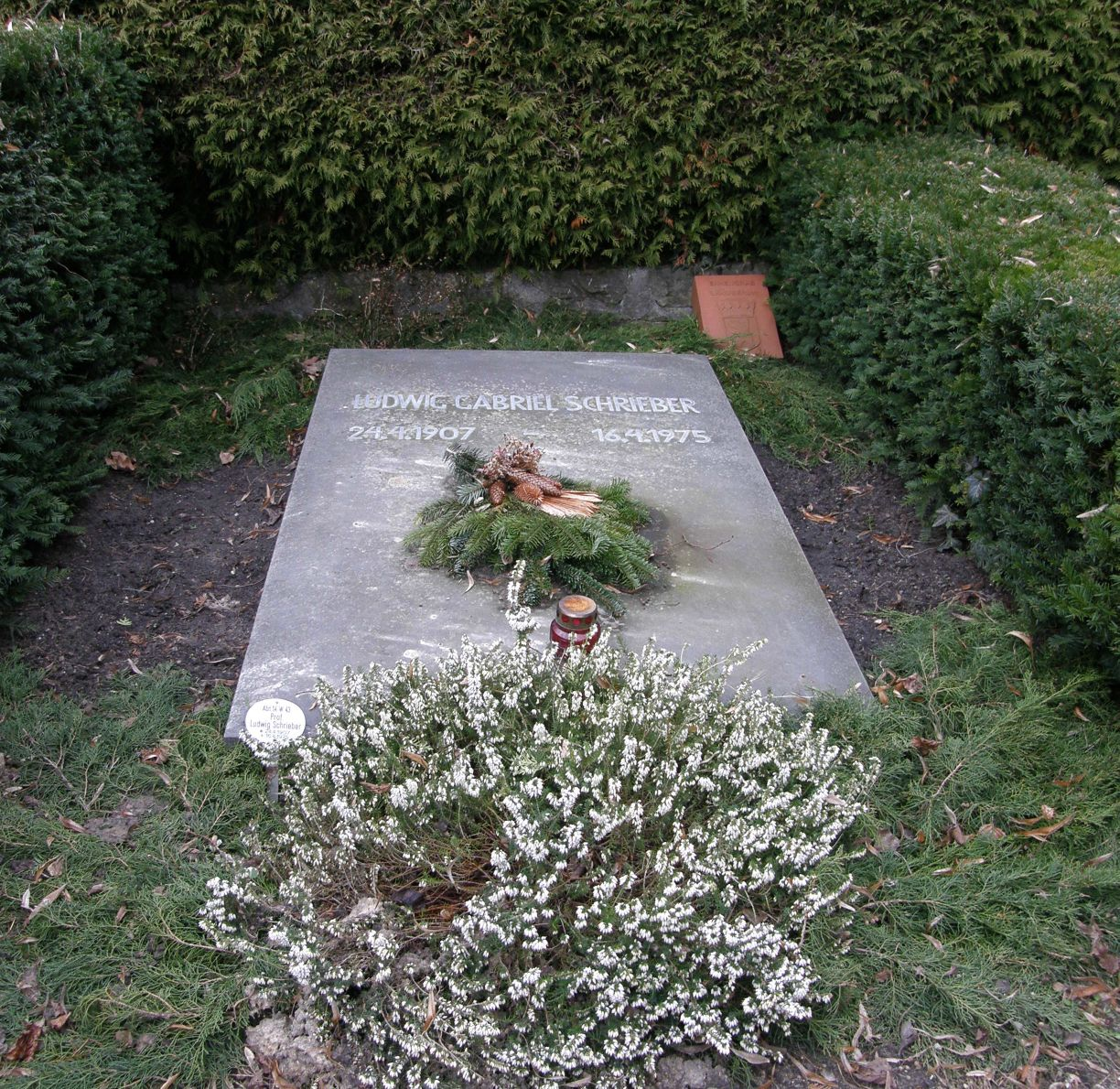
Schriebers Grab auf dem St.-Annen-Kirchhof in Berlin-Dahlem

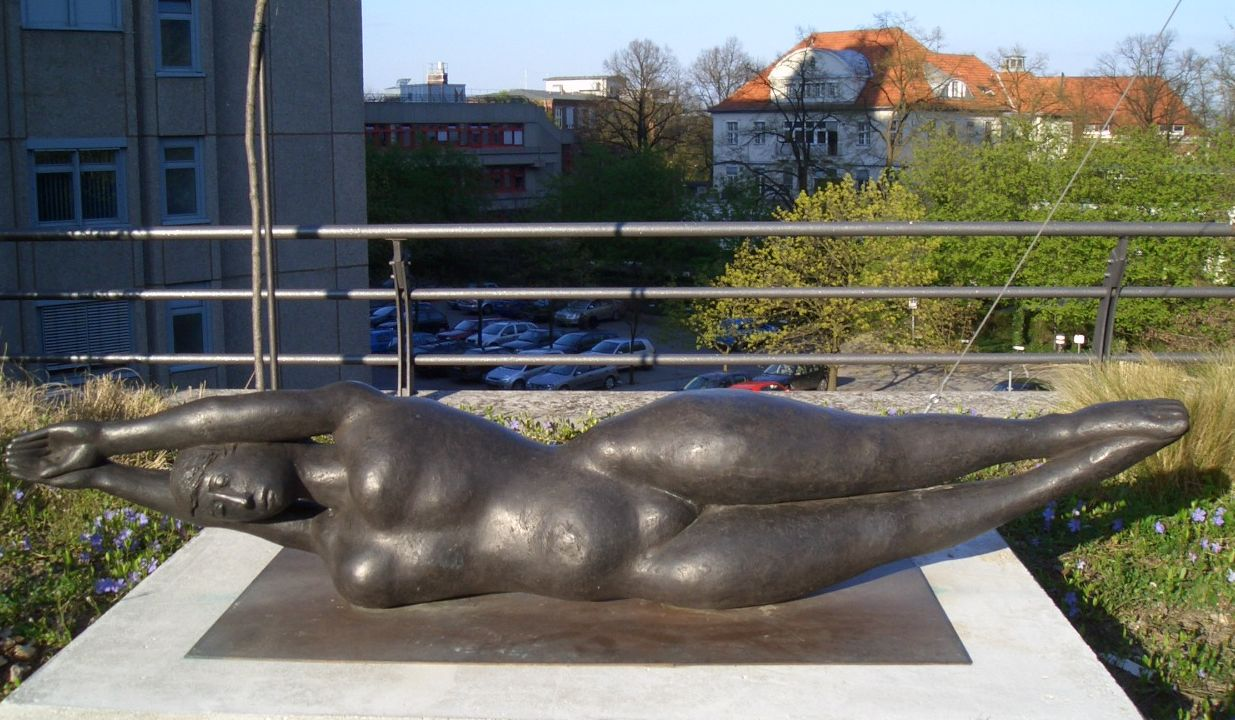
Gestreckt Liegende, Bronze, Klinikum Westend, Berlin

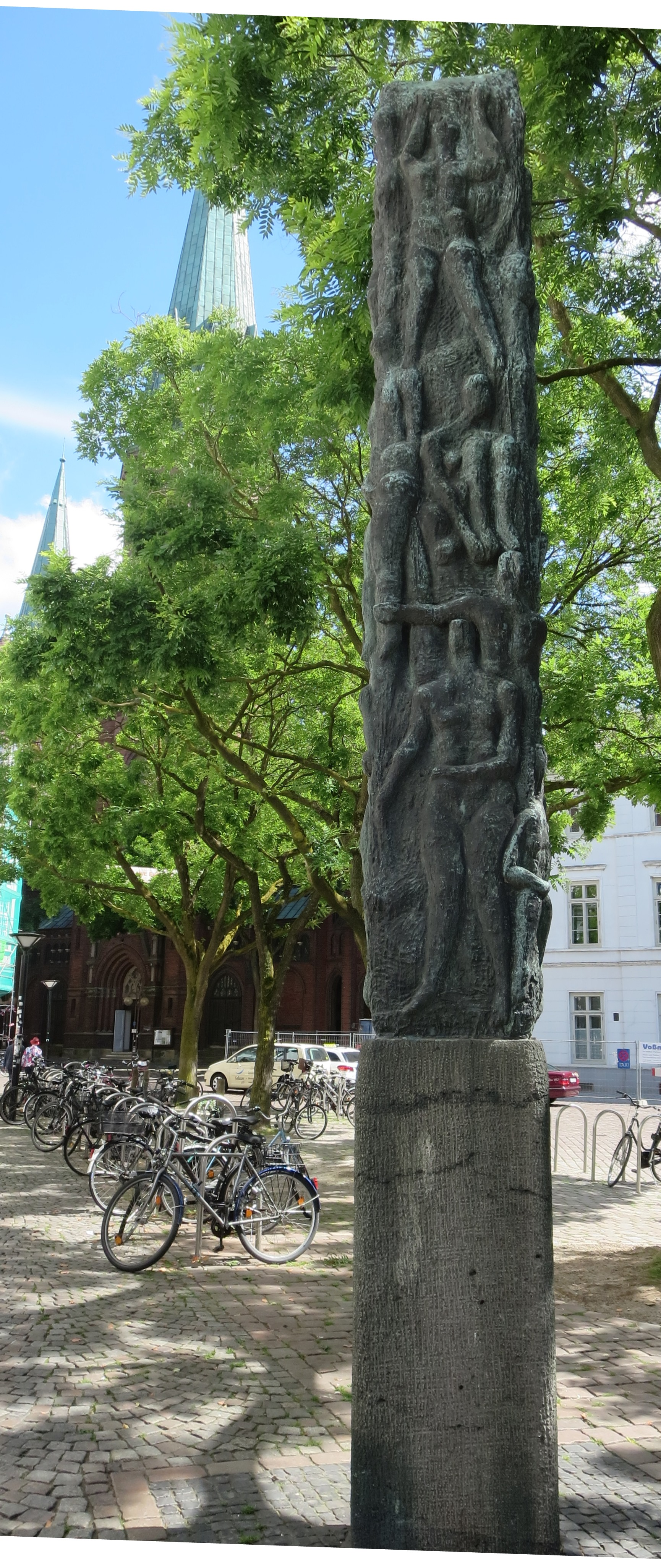
Menschensäule, 1962, in Oldenburg

Der Sohn eines Braumeisters aus Waldniel absolvierte zunächst eine Lehre im Ziselierhandwerk, von 1924 bis 1930 studierte er an der Kunstakademie Düsseldorf bei den Professoren Jan Thorn-Prikker und Heinrich Campendonk und erhielt ein Meisterschüleratelier im sogenannten Hungerturm gegenüber dem Akademiegebäude. 1950 erhielt Schrieber den Cornelius-Preis der Stadt Düsseldorf für Bildhauerei. Schrieber lebte bis 1951 in Düsseldorf, ehe er einem Ruf als Professor für Bildhauerei an die Hochschule der Künste Berlin folgte, zu seinen Studenten gehörten u. a. die Maler und Graphiker Ernst Marow und Karl-Heinz Herrfurth sowie die Bildhauer Joachim Schmettau und Michael Schoenholtz. Als der Direktor Karl Otto in den Ruhestand ging, führte Schrieber die Aufgaben als Direktor der Einrichtung zunächst kommissarisch, wurde schließlich am 1. Januar 1971 in dieses Amt berufen und hatte es bis zu seinem Rücktritt aus gesundheitlichen Gründen Ende 1973 inne. Mit Günter Grass, der an dieser Hochschule einen Teil seiner Ausbildung absolvierte, verband ihn eine langjährige Freundschaft. Grass widmete seinem Freund ein ganzes Kapitel in seinem Roman Der Butt. Er schrieb auch den Text zum Katalog einer Werkausstellung Schriebers in der Städtischen Galerie Viersen. Ludwig Gabriel Schrieber hat einen Sohn, Simon P. Schrieber, der ebenfalls Bildhauer ist.
Ludwig Gabriel Schrieber initiierte die Neue Rheinische Sezession und war seit der Neugründung 1950 Mitglied im Deutschen Künstlerbund, von 1970 bis 1973 dessen stellvertretender Vorstandsvorsitzender. Er nahm bis zu seinem Tod fast an allen Ausstellungen des Deutschen Künstlerbunds teil. Ludwig Gabriel Schrieber wurde auf dem Friedhof Dahlem-Dorf in Berlin-Zehlendorf in einem Ehrengrab (Feld 008 Nr. 135–136) beigesetzt.
2007 widmete ihm die Galerie Brusberg in Berlin eine Ausstellung.

## Ausstellungen (Auswahl)
- 1961: Haus am Waldsee, Berlin-Zehlendorf
- 1962: Südamerika-Ausstellung des DKB arte actual alemán, Buenos Aires, Montevideo, Santiago de Chile und Valparaiso[4]
- 1968: Kunstverein Hannover mit Hann Trier
- 1995: Städtische Galerie im Park Viersen
- 2007: Galerie Brusberg, Berlin

## Werke (Auswahl)
- Schreitende, Holz, 1949, 45 cm
- Hockende, Bronze, 1950
- Mädchenkopf, Holz (Akazie), 1951
- Stehende mit erhobenem Arm, Holz, 1951, 43,5 cm[5]
- Stehende, Bronze, 1955, 185 cm
- Menschensäule, Bronze, Basalt, 1962
- Kleine Liegende, Bronze, 17 × 83 cm
- Weibliche Halbfigur, Kalksandstein, 1969/1970, 115 × 40 cm[6]
- Vor der Tür II, Stuck (bemalt), 212 × 112 × 48 cm
- Kniend sich Lehnende, Carrara-Marmor, 1973
- Liegender Kopf, Bronze, 1987 (Nach Nußbaum-Unikat von 1950)